# 石福昭
石福昭（いしふくあきら、1930年 - 2025年）は、日本の建築家、設備エンジニア。

## 経歴
1959年、早稲田大学大学院理工学研究科修士課程修了。その後1981年まで日建設計に勤務し技師長を務める。
1978年工学博士。
1981年から宇都宮大学教授に就任。
1990年から早稲田大学教授就任。建築設備綜合協会名誉会長。
設計に関わった作品として、東邦ガス本社ビル、中部電力本社ビル、パレスサイドビル、日本アイビーエム本社ビル、世界貿易センタービル、東京国際空港第一ターミナルビルなどがある。
著書である「大学課程 建築設備」は大学教育における建築設備の教科書として初版が発刊された1968から時代とともに刷新され続け、日本の建築教育に寄与している。

## 著書
- 「大学課程 建築設備」オーム社
- 「建築設備用語辞典」技法堂出版 1998